# Yoshimura Koji
Koji Yoshimura (sinh ngày 13 tháng 4 năm 1976) là một cầu thủ bóng đá người Nhật Bản.

## Sự nghiệp câu lạc bộ
Koji Yoshimura đã từng chơi cho Sanfrecce Hiroshima, Vissel Kobe, Oita Trinita, Avispa Fukuoka, Yokohama F. Marinos và FC Gifu.